# One Increasing Purpose
One Increasing Purpose è un film muto del 1927 diretto da Harry Beaumont. La sceneggiatura di Bradley King si basa sul romanzo One Increasing Purpose di Arthur Stuart-Menteth Hutchinson pubblicato a Boston nel 1925.

## Trama
Ritornato dalla guerra, Sim Paris torna in Inghilterra e, a casa, scopre che Charles, il fratello maggiore, trascura la moglie, tutto intento ad ammassare soldi. Anche il matrimonio dell'altro fratello sta andando a rotoli: preso ad occuparsi di un parente invalido da cui si aspetta di essere citato nel testamento, non si accorge che la moglie ha una relazione con il medico curante. L'infermiere, invece, che ha scoperto tutto, ricatta la donna. Paris, dopo essersi recato in visita da un ex commilitone nella cui casa regna l'armonia e la felicità, decide con la moglie di dedicarsi a una missione: quella di predicare la dottrina dell'altruismo.

## Produzione
Il film fu prodotto dalla Fox Film Corporation.

## Distribuzione
Il copyright del film, richiesto dalla Fox Film Corp., fu registrato il 2 gennaio 1927 con il numero LP23500.
Distribuito dalla Fox Film Corporation e presentato da William Fox, il film uscì nelle sale cinematografiche statunitensi il 2 gennaio 1927.